# Edward Smith-Stanley
Edward George Geoffrey Smith-Stanley, 14º conde de Derby, KG, GCMG, PC (29 de marzo de 1799-23 de octubre de 1869), fue un político inglés, tres veces primer ministro del Reino Unido, y hasta la fecha, el miembro que más ha durado como líder del Partido Conservador británico. 
A pesar de que cada uno de sus mandatos no llegaron a durar más de dos años consecutivos, y en total gobernó menos que muchos otros Primeros Ministros, es uno de los cuatro que han regido durante tres o más mandatos durante periodos no consecutivos.

## Biografía

### Primeros años

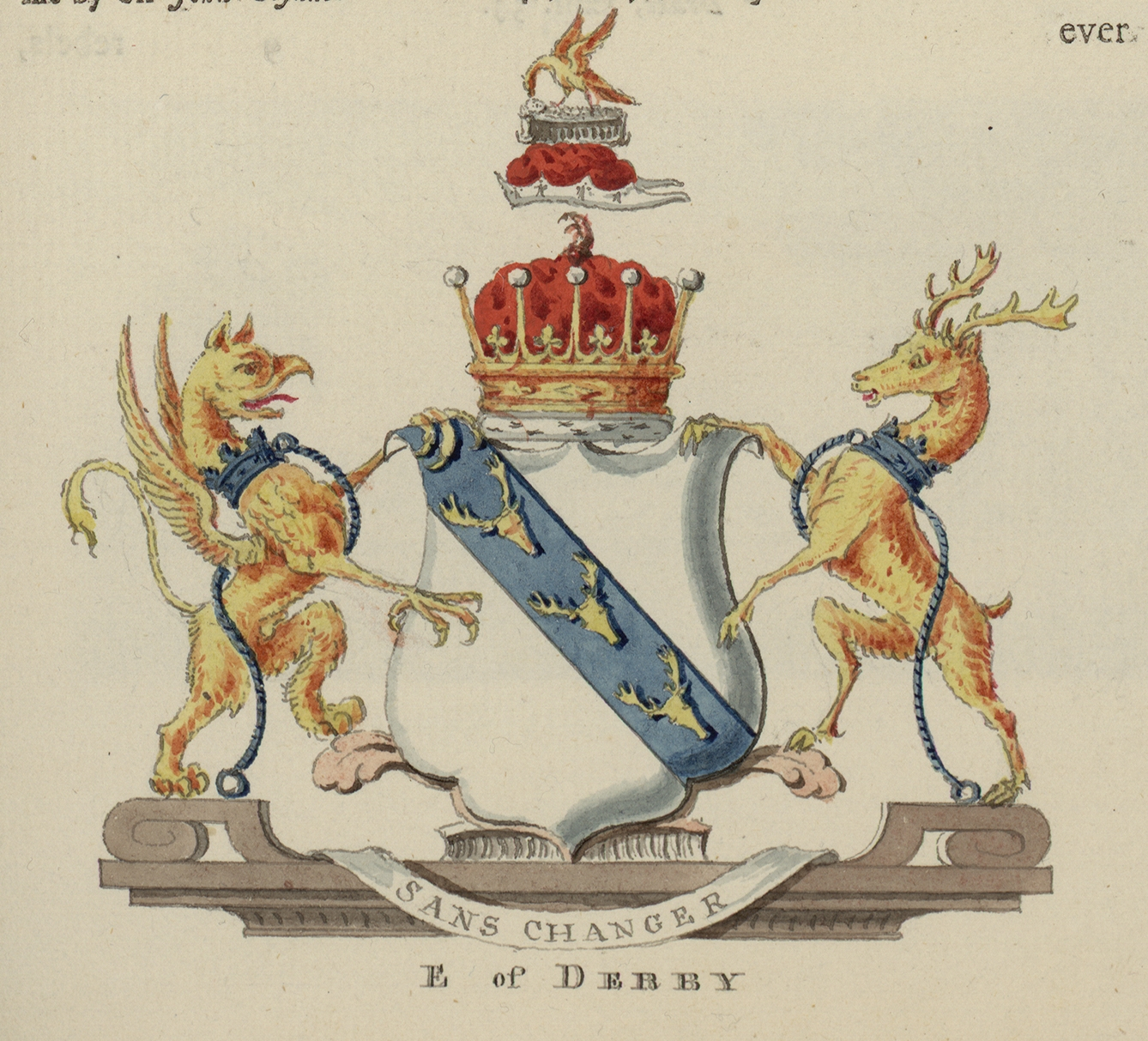
Armas de los condes de Derby

Edward Stanley Nacido en Knowsley Hall, la residencia ancestral de su familia en Lancashire, fue el hijo de Edward Smith-Stanley, 13.º conde de Derby y Charlotte Margaret Hornby. Su padre, reconocido por su actividad como político y naturalista, heredó el título de conde de Derby en 1834 y desde entonces el joven Smith-Stanley fue conocido por el título de cortesía de Lord Stanley. Su familia descendía de los antiguos reyes de Mann y entre sus antepasados se encontraba el prominente político tudor Thomas Stanley, 1.er conde de Derby.
Realizó sus estudios en el Eton College y en el Christ Church de Oxford.
En 1825, se casaría con la hon. Emma Bootle-Wilbraham, hija del 1.er barón Skelmersdale. La pareja tuvo tres hijos: Edward, quien se convertiría en 15.º conde de Derby tras la muerte de su padre; el hon. Frederick Stanley, quien sucedió a su hermano mayor como 16.º conde de Derby y sería Gobernador General de Canadá; y Lady Emma Charlotte Sanley.

### Política
En 1822, fue elegido al Parlamento por Stockbridge como miembro del Partido Liberal. En 1830, tras la caída de los tories y el ascenso del gobierno liberal del 2.º conde Grey, Stanley fue nombrado jefe de la Secretaría de Irlanda y, al año siguiente, ocupó un asiento en el gabinete. Desde ese puesto, que en la práctica le daba el mando efectivo del gobierno del país, mantuvo una conflictiva relación con su jefe nominal el Lord Teniente de Irlanda, aunque fue conocida su postura favorable sobre implementar un sistema de educación nacional. 
En 1833, fue nombrado para un puesto más importante: Secretario de Estado para la Guerra y las Colonias. Al año siguiente, Stanley, considerado un whig conservador, renunció al ministerio a raíz de la reforma de la Iglesia de Irlanda propuesta por su gobierno. Fue entonces cuando junto a otros disidentes formó un grupo -el Derby Dilly- que buscó representar una alternativa intermedia tanto al cada vez más radical liberalismo de Lord John Russell como al conservadurismo de los tories. Dentro de los miembros del grupo estaban Sir James Graham, Lord Ripon y el duque de Richmond, todos antiguos compañeros de Stanley en el gabinete y que tenían un pasado tanto whig como tory. Gradualmente, el grupo se fue acercando más a los conservadores y, para 1841, durante el segundo gobierno de Sir Robert Peel, muchos tomaron cargos importantes, incluido Stanley, quien volvió a asumir la Secretaría de Colonias. 
En 1844, su padre le cedió en uso uno de sus títulos (el de barón Stanley de Bickerstaffe) por lo que pudo ocupar un escaño en la Cámara de los Lores, ya como tory. Al año siguiente, volvió a romper con el gobierno por la abolición de las proteccionistas Corn Laws y consiguió atraerse la mayoría del Partido Conservador. En 1851, su padre falleció y lo sucedió como conde de Derby.
En 1852, tras la caída del gobierno de Russell, Derby formó un gobierno en minoría con un gabinete compuesto mayoritariamente por tories con poca experiencia - las figuras representativas del partido habían decidido seguir a Peel. Cuando el viejo y sordo duque de Wellington escuchó el anuncio de la lista de los ministros del nuevo gabinete en la Cámara de los Lores gritó "¿Quiénes? ¿Quiénes?", dándole ese apelativo al recién formado gobierno. En diciembre de ese mismo año, cuando el Canciller de la Hacienda, Benjamin Disraeli, presentó el presupuesto del gobierno al Parlamento, los whig librecambistas y los irlandeses independentistas - que habían decidido apoyar en la formación de gobierno a Derby antes que a Peel - le negaron el voto de confianza ocasionando la caída del gabinete. 
En 1852, el 4.º conde de Aberdeen formó un gobierno de coalición entre los whig y los tories de Peel que permaneció hasta 1855. Este año, tras la caída de Lord Aberdeen, la reina le pidió formar gobierno, pero para sorpresa de sus propios compañeros de partido, Derby declinó la propuesta ya que creía que tendría un gobierno más fuerte tras una efímera administración liderada por uno de los rivales de los conservadores (Lord John Russell o Lord Palmerston).
En 1858, Derby formó su segundo gobierno en minoría luego de la renuncia de Palmerston. A pesar de ciertos logros, entre los que destacó el control directo de la India tras la Rebelión de 1857, no llegó a durar un año. En 1858, su gabinete volvió a obtener un segundo voto de no confianza presentado por Lord Hartington, quien representaba a un grupo de whigs y radicales que darían inicio al nuevo Partido Liberal.
Tras un nuevo fracaso del segundo gobierno del 1.er conde Russell, Derby creó un nuevo gobierno en 1866.

### Últimos años
A comienzos de 1868, Lord Derby se retiró de la vida política, cediéndole el cargo a Benjamin Disraeli. Falleció al año siguiente en Knowsley Hall en Lancashire.